# Morrovalle
Morrovalle est une commune italienne d'environ 10 080 habitants, située dans la province de Macerata, dans la région Marches, en Italie centrale.

## Géographie

### Hameaux
Trodica, Santa Lucia, Borgo Pintura, Cunicchio, Frati San Gabriele

### Communes limitrophes
Corridonia, Macerata, Monte San Giusto, Montecosaro, Montegranaro, Montelupone

## Histoire
Le 17 avril 1560, un miracle eucharistique aurait eu lieu dans cette commune : un incendie aurait épargné une hostie située dans une custode.

## Administration

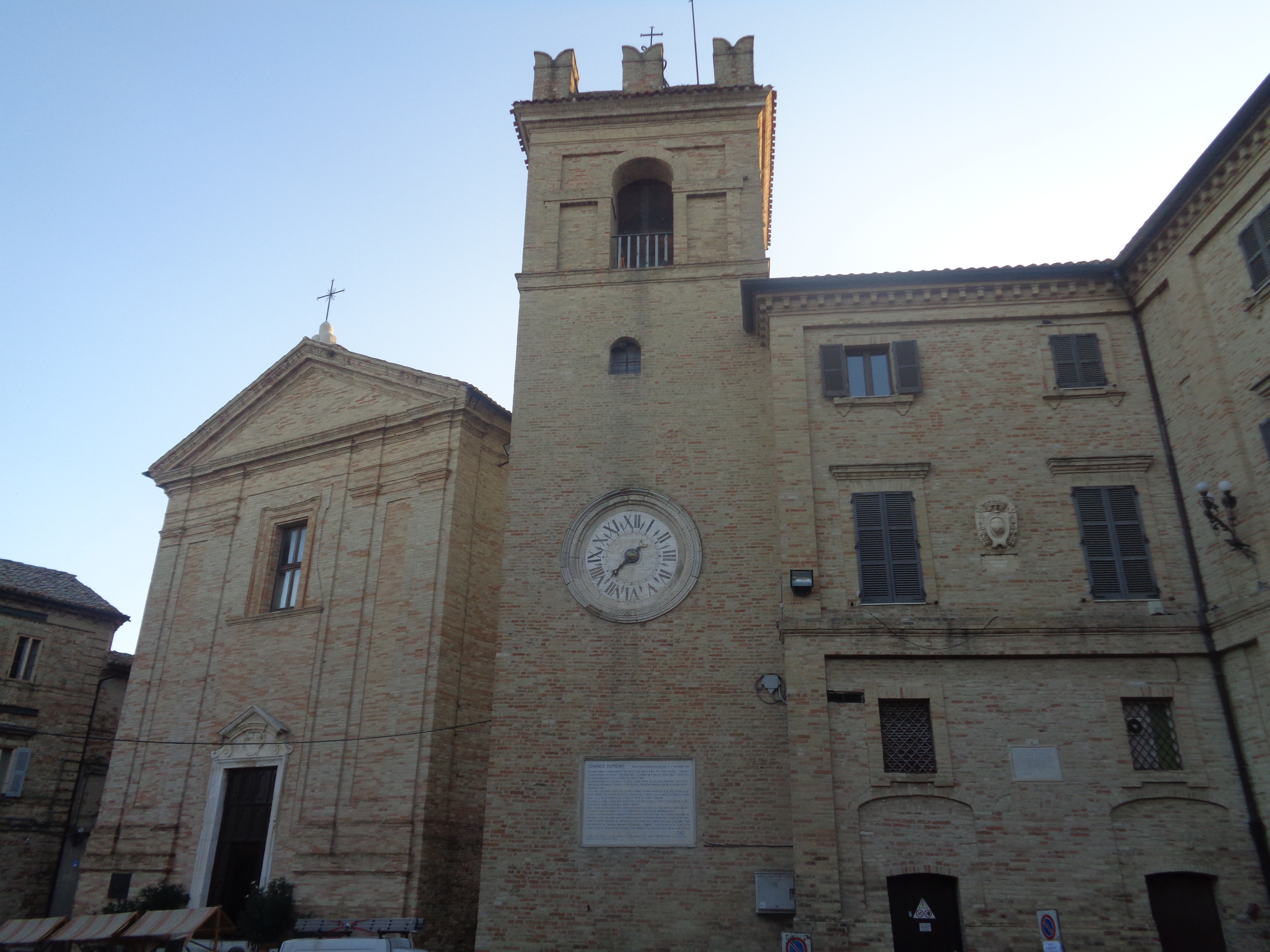
Une partie du palais municipal avec l'église Saint-Augustin.

| Période                                  | Période  | Identité          | Étiquette                        | Qualité |
| ---------------------------------------- | -------- | ----------------- | -------------------------------- | ------- |
| 4 octobre 2021                           | En cours | Andrea Staffolani | liste civique Viviamo Morrovalle |         |
| Les données manquantes sont à compléter. |          |                   |                                  |         |